# Fort Niagara
Fort Niagara è una fortificazione costruita nel XVII secolo dai Francesi situata presso l'odierna città di Youngstown nello Stato di New York sulla riva destra del fiume Niagara dove questi sbocca nel lago Ontario.

## Storia

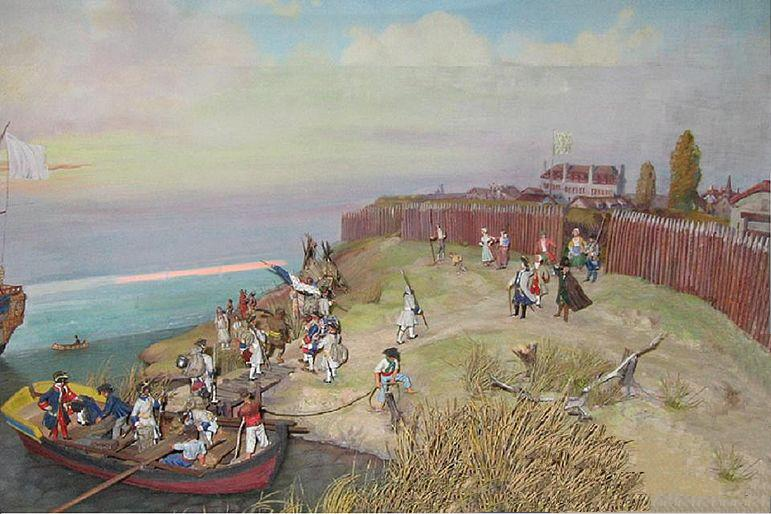
Il Fort Niagara in un quadro d'epoca

Negli anni precedenti i francesi avevano costruito ben due forti sul medesimo sito. Nel 1678 René-Robert Cavelier, Signore di La Salle, aveva costruito la prima struttura fortificata e per il commercio con i nativi americani, chiamata Fort Conti. Nel 1687, il Governatore della Nuova Francia, Marchese di Denonville, costruì un nuovo forte in legno che chiamò Fort Denonville e vi stanziò una guarnigione di un centinaio di uomini comandati dal Capitano Pierre de Troyes, Cavaliere di Troyes.
L'inverno di quello stesso anno fu assai duro e tutti gli uomini tranne venti perirono per le malattie o gli stenti prima che potesse giungere soccorso da Montréal. Fu così deciso, nel settembre 1668, di abbandonare il luogo e le palizzate furono abbattute.
Tuttavia, nel 1726, l'ingegnere francese Gaspard-Joseph Chaussegros de Lérya costruì un edificio a due piani in pietra da usare come luogo di commercio chiamata "Maison a Machicoulis" o anche "Maison de la Paix" ("Casa della Pace" poi detta, a partire dal XX secolo "The Castle" ovvero "Il Castello") per tranquillizzare il Popolo degli Haudenosaunee, ovvero gli Irochesi. Il forte si ingrandì poco a poco per assumere l'attuale aspetto nel 1755 a seguito delle crescenti tensioni tra i francesi e gli inglesi nelle Colonie del Nuovo Mondo.

### Il forte in mano britannica

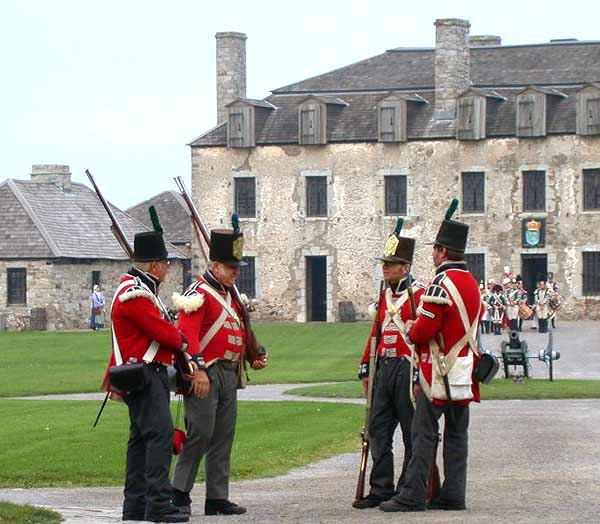
Ricostruzione storica, nel forte, con uniformi britanniche del 1812

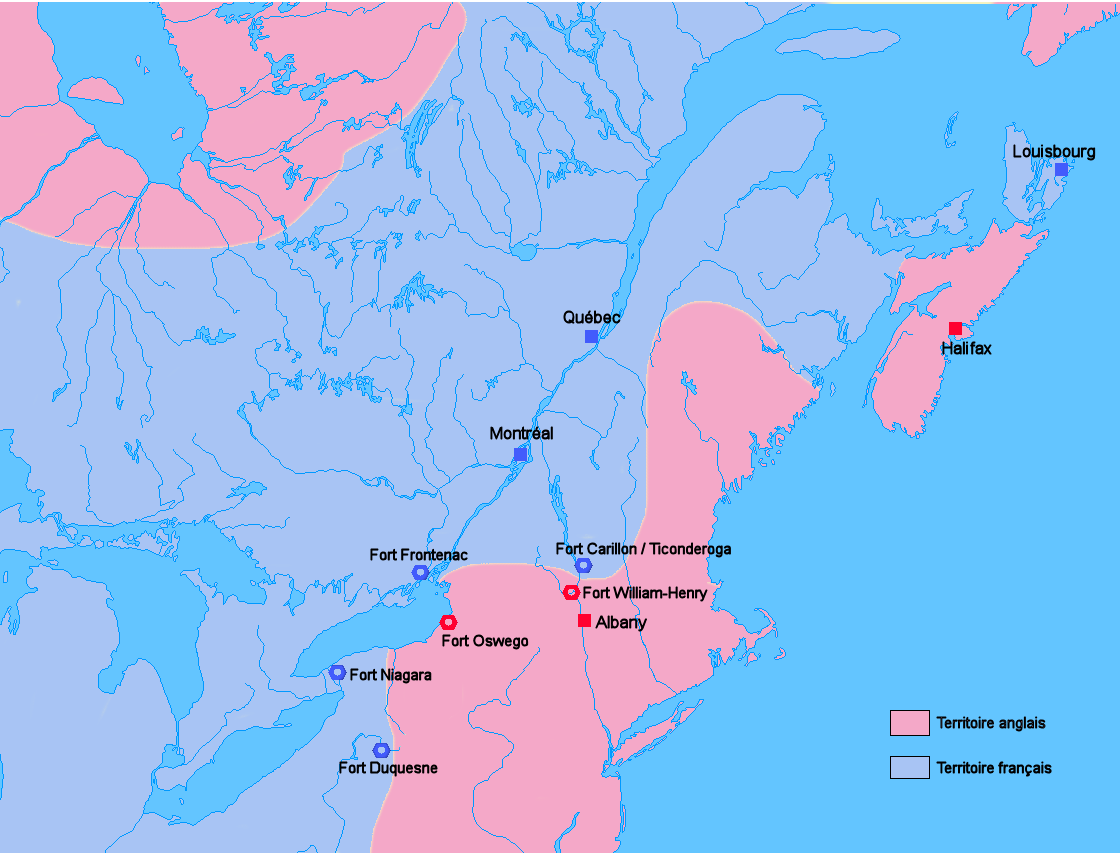
Localizzazione di Fort Niagara

Il forte giocò un ruolo importante durante la guerra franco-indiana e cadde nelle mani degli inglesi dopo un assedio di 19 giorni nel luglio del 1759 quando il comandante del forte Francois Pouchot, si arrese al comandante inglese Sir William Johnson, il quale inizialmente comandava solamente la Milizia di New York ma che era subentrato al comando generale delle truppe inglesi alla morte del Generale Prideaux il quale aveva letteralmente perso la testa passando davanti alla bocca di un mortaio mentre questo stava sparando. Il forte rimase in mano inglese per i successivi 37 anni.
Fort Niagara servì come base per le truppe lealiste coloniali durante la Guerra d'indipendenza americana tra cui quelle del Colonnello John Butler e i suoi Rangers di Butler.
Il forte fu ceduto agli Stati Uniti a seguito del Trattato di Parigi che terminò la Guerra d'indipendenza nel 1783, ma la regione rimase di fatto sotto controllo britannico per altri 13 anni. Solo dopo la firma del Trattato di Jay nel 1796, le truppe americane occuparono il forte.
Il forte tornò temporaneamente sotto controllo britannico durante la Guerra del 1812 e tornò sotto controllo americano a seguito del Trattato di Gand.

### Il forte oggi
A partire dal 1931 Fort Niagara è stato oggetto di restauri ed oggi è un parco ed un museo e viene utilizzato come scenario per le ricostruzioni storiche di battaglie del XVIII secolo o per balli in costume d'epoca ed altri eventi.
Fort Niagara è stato riconosciuto come "Sito storico" dello Stato di New York il 21 ottobre 1961.